# Franz Konwitschny

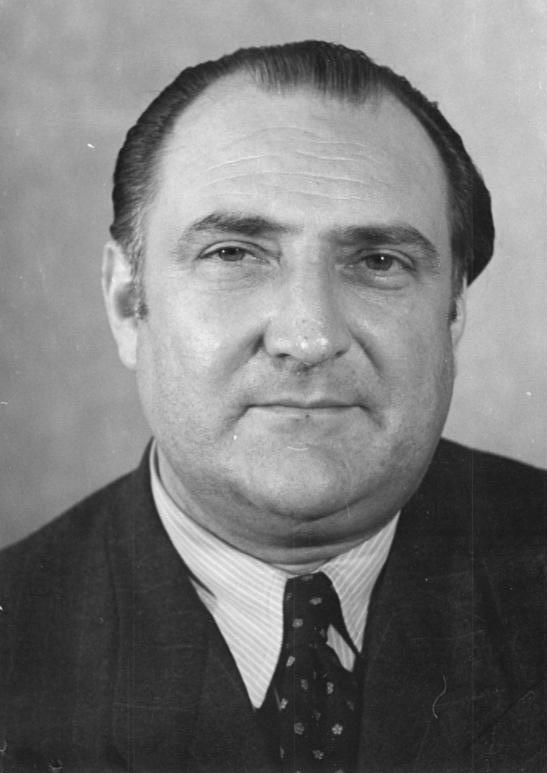
Franz Konwitschny en el año 1951.

Franz Konwitschny (Fulnek, Moravia, 14 de agosto de 1901 - Belgrado, 28 de julio de 1962) fue un director de orquesta alemán. 

## Trayectoria artística

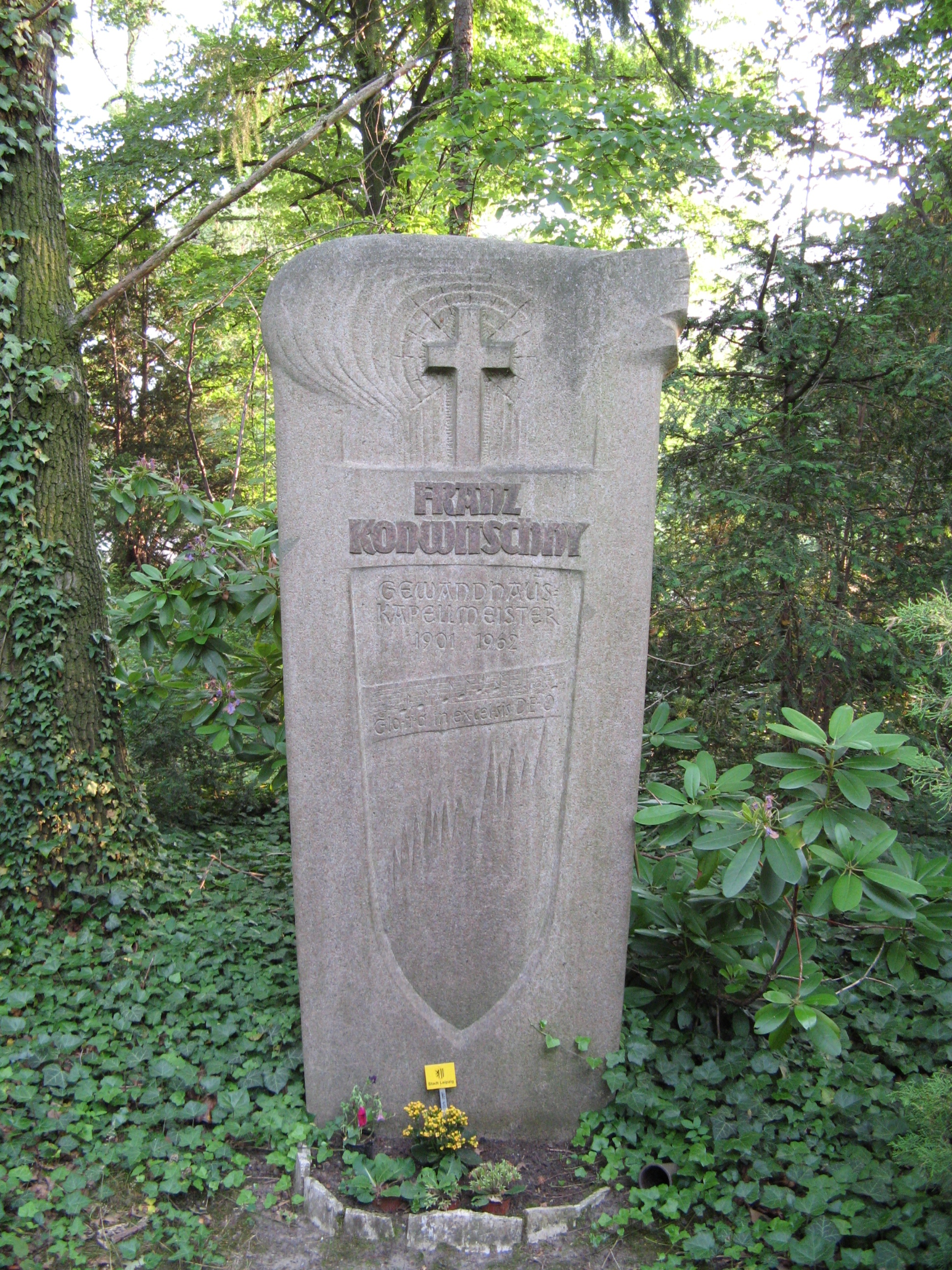
Tumba de Franz Konwitschny en el Südfriedhof (Cementerio del Sur) de Leipzig.

Comenzó su carrera con la viola, tocando en la Orquesta de la Gewandhaus de Leipzig bajo la dirección de Wilhelm Furtwängler. Posteriormente se hizo director, uniéndose a la Ópera de Stuttgart en 1927. Desde 1949 hasta su muerte fue director principal de la Orquesta de la Gewandhaus de Leipzig. Entre 1953 y 1955 también fue director principal de la Orquesta Estatal Sajona de Dresde, y desde 1955 hasta su muerte dirigió la Ópera Estatal de Berlín.
Recibió el sobrenombre de Kon-whisky debido a su afición a la bebida.